# فیونا آلن
فیونا آلن (انگلیسی: Fiona Allen؛ زادهٔ ۱۳ مارس ۱۹۶۵) بازیگر و کمدین اهل بریتانیا است. وی از سال ۱۹۸۸ میلادی تاکنون مشغول فعالیت بوده‌است.
از فیلم‌ها یا مجموعه‌های تلویزیونی که وی در آن‌ها نقش داشته‌است، می‌توان به پوآرو، ایست‌اندرز، اسکینز و خیابان کورونیشن اشاره نمود.